# John William David Swan

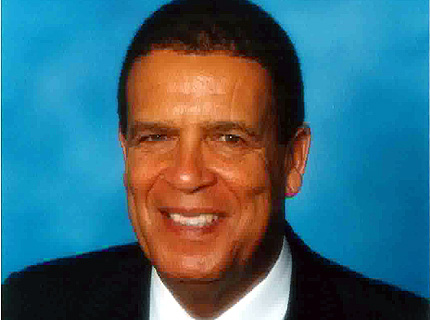
Sir John Swan, 2007

Sir John William David Swan KBE (* 3. Juli 1935 in Bermuda) ist ein bermudischer Politiker der United Bermuda Party (UBP), die unter anderem zwischen 1982 und 1995 Premierminister war.

## Leben

### Abgeordneter, Innenminister und Premierminister
Swan, der aus der farbigen Bevölkerungsmehrheit stammt, war als Grundstücksmakler tätig und wurde dadurch zum Millionär. Er wurde als Kandidat der United Bermuda Party von Premierminister Edward Richards bei den Wahlen im Juni 1972 erstmals zum Mitglied des Versammlungshauses (House of Assembly) gewählt. 1978 wurde er von Premierminister David Gibbons zum Innenminister in dessen Kabinett berufen, dem er bis 1982 angehörte.
Am 15. Januar 1982 wurde Swan als Nachfolger von Gibbons schließlich selbst Premierminister. Zuvor hatte die Führung der UBP sich dazu entschlossen, ihn als Angehörigen der farbigen Bevölkerungsmehrheit mit dem Vorsitz der UBP zu betrauen. In der Folgezeit leitete er eine Reihe von sozialen Reformen ein, während er sich andererseits als Wirtschaftskenner andererseits um die vornehmlich weiße Gruppe der Wirtschaftsmanager Bermudas einsetzte. Bei den Wahlen vom 4. Februar 1983 wurde die UBP erneut Wahlsieger und erhielt 27.081 Stimmen (56,6 Prozent), wodurch sie die Anzahl ihrer Parlamentssitze um vier Mandate auf 26 erhöhen konnte. Die oppositionelle Progressive Labour Party (PLP) kam auf 20.765 Wählerstimmen (43,4 Prozent) und verlor vier Sitze, so dass sie nur noch 14 Parlamentarier stellte. Auch aus den Wahlen vom Oktober 1985 ging die UBP als klare Siegerin hervor. Diesmal konnte sie ihren Vorsprung noch weiter ausbauen und bekam 22.368 Stimmen (62,5 Prozent). Dadurch erhielt sie fünf weitere Sitze und verfügte mit 31 Sitzen im 40-köpfigen House of Assembly über eine deutliche absolute Mehrheit. Die Progressive Labour Party kam nur noch auf 10.930 Wählerstimmen (30,54 Prozent) und verlor die Hälfte ihrer bisherigen Mandate, so dass sie nur noch sieben Abgeordnete stellen konnte. Die neu angetretene National Liberal Party bekam 2.486 Stimmen (6,95 Prozent) und stellte zwei Abgeordnete.

### Wahlen 1989 und 1993
Bei den Wahlen vom Februar 1989 erlitt die United Bermuda Party jedoch eine erste Niederlage und verlor mit 21.174 Stimmen (50 Prozent) acht Mandate, verfügte aber weiterhin mit 23 Sitzen über eine absolute Mehrheit. Die acht Sitze fielen an die Progressive Labour Party, die mit 15.548 Wählerstimmen (36,71 Prozent) dieses Mal 15 Mitglieder ins Versammlungshaus entsandte. Die National Liberal Party konnte zwar ihr Stimmergebnis auf 4.166 Stimmen (9,84 Prozent) verbessern, verlor jedoch einen ihrer zwei Mandate. Dieser ging an einen Parteilosen, der 1.464 (3,46 Prozent) bekam. Eine Ursache für die Wahlniederlage war der damalige politische Kurs Swans, der sich von der traditionell konservativen Richtung der weißen Wählerschaft der UBP entfernte. Dies führte jedoch dazu, dass zahlreiche mehrere farbige Abgeordnete ihren Sitz im House of Assembly verloren. Daraufhin kehrte er nach der Wahl zum traditionellen Kurs der UBP zurück. Gleichwohl blieb Bermuda wohlhabend. Obwohl Bermuda ein britisches Überseegebiet war, in dem der Gouverneur die Verantwortung für Außen- und Verteidigungspolitik sowie die innere Sicherheit trug, intervenierten nur wenige Gouverneure gegen den politischen Kurs der UBP.
Die Wahlen vom Oktober 1993 führten dazu, dass im House of Assembly nur noch zwei Parteien vertreten waren. Die United Bermuda Party Swans, der 1990 zum Knight Commander des Order of the British Empire (KBE) geschlagen wurde, konnte mit 25.527 Wählerstimmen (50,51 Prozent) ihre absolute Mehrheit behaupten, stellte aber mit 22 Abgeordneten einen Parlamentarier weniger als zuvor. Die Progressive Labour Party konnte sich auf 23.168 Stimmen (45,84 Prozent) verbessern. Dadurch gewann sie drei Sitze hinzu und stellte nunmehr 18 Mitglieder des Versammlungshauses. 

### Unabhängigkeitsreferendum 1995 und Rücktritt
Zu dieser Zeit wuchsen auch die Bestrebungen zur Unabhängigkeit vom Vereinigten Königreich. Im Laufe des Jahres 1994 begann Swan mit der Unterstützung dieser Idee. Er rief für August 1995 ein Unabhängigkeitsreferendum aus, deren Ausgang er mit seiner weiteren politischen Laufbahn verband. Die oppositionelle Progressive Labour Party, die normalerweise die Unabhängigkeit Bermudas unterstützte, sah ihre Chance zur Entmachtung Swans. Daher rief sie dazu auf, dem Referendum fernzubleiben oder mit Nein zu stimmen. Die UBP wiederum nahm keine offizielle Position zum Referendum ein und befürchtete zum Teil eine weitere Trennung der unterschiedlichen Bevölkerungsgruppen. 
Die Wahlbeteiligung bei dem Unabhängigkeitsreferendum am 16. August 1995 lag bei gerade 22.236 abgegebenen Stimmen (58,76 Prozent). Nur 5.714 Wähler (25,88 Prozent) stimmten für die Unabhängigkeit, während 16.369 Wähler (74,12 Prozent) sich gegen eine Unabhängigkeit vom Vereinigten Königreich aussprachen. Dabei entschied sich der überwiegende Teil der weißen Wählerschaft gegen die Unabhängigkeit, während die farbigen Wählen sich spalteten. Am 25. August 1995 trat Swan von seinem Amt als Premierminister zurück und wurde durch seinen Parteifreund David Saul abgelöst.
1997 kam es zu einer Kontroverse, als Swan ein McDonald’s-Schnellrestaurant auf Bermuda eröffnen wollte. Ein Großteil der Bevölkerung befürchtete, dass eine Eröffnung das Image als hochpreisiges Touristenziel gefährden könnte. Tatsächlich wurde der Plan durch ein Sondergesetz 1997 vereitelt.